# Lita Albuquerque
Lita Albuquerque (Santa Mónica, California, 1946) es una artista ambiental, instaladora, pintora y escultora estadounidense.

## Vida y obras
Lita Albuquerque nació en Santa Mónica, California y pasó su infancia en Túnez y París.
A la edad de once años se trasladó con su familia a los Estados Unidos . En la década de 1970 Albuquerque emergió en la escena artística como parte del movimiento Light and Space y ganó cumplidos por sus épicas y poéticas piezas efímeras, realizadas con pigmentos para espacios desérticos. Obtuvo la atención a nivel nacional a finales de los setenta con sus instalaciones de pigmentos efímeras , ejecutadas en el paisaje natural y que abordaban conceptos como cartografía, identidad y cosmos.
En 1980, Albuquerque obtuvo reconocimiento internacional por su instalación clave, el Proyecto de Monumento a Washington, tal como se presentó en la Conferencia Internacional Escultórica. El reconocimiento ganado con este trabajo , le llevó a ganar premios y comisiones en los lugares más importantes del mundo, incluyendo las Pirámides de Guiza, donde representó a los Estados Unidos en la Bienal Internacional de El Cairo con su instalación y exhibición Sol Star, con la que obtuvo el prestigioso Premio de la Bienal de El Cairo. En 2006 Albuquerque fue galardonada con una subvención de la National Science Foundation y dirigió un equipo de artistas y científicos en un viaje a la Antártida, donde creó un trabajo artístico efímero de gran formato en el continente titulado Stellar Axis: Antarctica.
Albuquerque ha creado numerosas instalaciones artísticas para espacios específicos en las pasadas dos décadas incluyendo trabajos en el Parque nacional Badlands, el Valle de la Muerte y el desierto de Mojave. Sus pinturas son la materialización de las ideas acerca del color, la luz y la percepción inicialmente creadas en sus obras efímeras. A través del uso de pigmentos puros pan de oro y cobre, provoca cambios de percepción y de la alquimia.
Completando una serie de ambiciosos proyectos públicos durante la década de 2000, Albuquerque ha recibido encargos para trabajar en lugares como: Gannett Publishers, McLean, Virginia; El Palacio de Justicia Federal Evo Anton DeConcini , Tucson, AZ; Biblioteca Central de Palos Verdes, CA; Corporación Koll/Obayashi, Los Ángeles, CA; Biblioteca pública de Cerritos, CA; Centro de Salud de la Prefectura de Tochigi, Japón; Centro de acogida de Saitama, Saitama, Tokio y la biblioteca de estudios extranjeros de la Universidad de Tokio entre otros sitios.
Albuquerque, con el arquitecto Mitchell De Jarnett, instalaron la obra titulada Golden State, la comisión más grande de arte público en la historia del Gobierno del Estado de California , un diseño de plaza que abarca dos manzanas de la ciudad en el centro del área del Complejo del Capitolio en el East End de Sacramento. Albuquerque completó Celestial Disk, un mapa estelar, esculturas y fuentes en colaboración con el arquitecto Robert Kramer, que sirve de entrada principal para la Catedral de Nuestra Señora de Los Ángeles, Los Ángeles. trabajó con el arquitecto Cesar Pelli en una instalación escultórica de suelo para la Nueva Biblioteca Central de Minneapolis, y con el arquitecto David Martin, ha completado el sendero de vidrio, el mapa estelar y el disco de agua de pared de la capilla Wallace de la Universidad Chapman en Orange, CA.
Ella es la receptora de numerosas subvenciones y premios incluyendo: un fondo del Programa de artistas y escritores de la National Science Foundation ; el premio de la Bienal de El Cairo en la sexta Biennale International de El Cairo ; premio Internacional de las Artes para la representación de los artistas de Estados Unidos en la Cairo Biennale; el Premio de Arte en Espacios Públicos National Endowment for the Arts (1983, 1984, 1990), una beca individual del Fondo Nacional de las Artes y la estimada Beca Civitella Ranieri de la Fundación de las Artes Visuales, de Perugia, Italia (2002). En junio de 2004 fue homenajeada por el MOCA en Los Ángeles en las celebraciones de su por sus contribuciones al museo. Su obra fue incluida en el catálogo editado para conmemorar el aniversario y en la colección permanente.
Albuquerque es una destacada docente y ha formado parte del claustro de profesores del Programa de Postgrado de Bellas Artes del Art Center School en Pasadena, California durante los últimos veinte años.

## Colecciones
Los trabajos de Lita Albuquerque están incluidos en los Archivos de Arte Americano del Instituto Smithsoniano y se colecciona Museos y Fundaciones, como: el Whitney, The Museum of Contemporary Art, Los Ángeles, Museo J. Paul Getty, la Fundación Frederick Weisman, LACMA, el Orange County Museum of Art, The Laguna Art Museum, The Palm Springs Desert Museum, así como en numerosas embajadas y corporaciones.

## Exposiciones
Numerosas exposiciones individuales , entre las que se incluyen: solo exhibitions include: una muestra antológica en el Museo de Arte de Santa Mónica; Galería Mary Ryan , N.Y.; Galería Dorothy Goldeen , Santa Mónica; Galería Marianne Deson , Chicago; Galería Diane Brown, Washington D. C.; Galería Lerner Heller , N.Y.; Galería Robin Cronin , Houston; y Galería Akhnaten , Cairo. Su historial de exposiciones en museos incluye el Museo Hirshhorn, Washington D. C.; Museo de Arte Moderno de San Francisco; Musee d'Art Moderne, París; Asahi Shimbun, Tokio; Corcoran Gallery of Art, Washington D. C.; National Gallery of Modern Art, Nueva Delhi; L.A. County Museum of Art; y el Museum of Contemporary Art, L.A.